# Arboricornus chrysopepla
Arboricornus chrysopepla là một loài bướm đêm trong họ Noctuidae.